# Trường đại học Foscari Ca' Venezia
Trường đại học Foscari Ca' Venezia là một trường đại học ở Venezia, miền bắc Italia. Trường được thành lập vào năm 1868 như là trường đại học kinh doanh đầu tiên của Ý. Tòa nhà chính của trường Đại học, lâu đài Ca' Foscari, được đặt ở một vị trí chiến lược bên đoạn uốn cong của kênh Grand, tại trung tâm của thành phố. Ngày nay, Đại học Ca' Foscari có 4 lĩnh vực chính môn giảng dạy và nghiên cứu: kinh tế, ngôn ngữ, khoa học và nhân văn.
Trường sở chính của trường này gồm các công trình quan trọng về nghệ thuật và kiến trúc, trường có một căn phòng với một tác phẩm điêu khắc thế kỷ 16 bởi nhà điêu khắc Alessandro Vittoria (1525-1608), một hội trường lớn thiết kế bởi các kiến trúc sư Venice Carlo Scarpa (1906-1978), với hai bức tranh tường vẽ bởi Mario Sironi và Mario de Luigi. Giữa năm 2004 và 2006, toà nhà Ca 'Foscari trải qua một chương trình phục hồi, và đã được tặng thưởng giải Torta Premio trong năm 2007.